# Busch-Reisinger Museum
Il Busch-Reisinger Museum, aperto al pubblico nel 1903, è uno dei due musei in Nord America dedicato allo studio dell'arte dei paesi europei di lingua tedesca. L'altro è la Neue Galerie, sita a New York City. The Busch-Reisinger è raggruppato con il Fogg Art Museum e l'Arthur M. Sackler Museum facenti parte del complesso museale dell'Harvard Art Museums.

## Storia
Dal 1921 al 1991, il Busch-Reisinger è stato ubicato nell'Adolphus Busch Hall al 29 Kirkland Street. Oggi la hall continua ad ospitare la collezione medioevale Busch-Reisinger ed una mostra sulla storia del museo; ospita anche concerti nel suo rinomato organo Flentrop. Nel 1991, il Busch-Reisinger è stato trasferito alla nuova Werner Otto Hall, progettata da Gwathmey Siegel & Associates, al 32 Quincy Street.
Nel 2008, la Otto Hall è stata chiusa e demolita per far luogo ad un nuovo edificio, da adibire tutti e tre i musei del complesso museale, progettato da Renzo Piano. Durante i lavori, opere selezionate di tutti i musei sono esposte all'Arthur M. Sackler Museum, ubicato al 485 Broadway.

## Collezione
Il Busch-Reisinger comprende opere della Secessione viennese, dell'espressionismo tedesco, dell'astrattismo degli anni 1920 e opere collegate al movimento Bauhaus. Comprende poi alcune sculture medievali e arte del XVIII secolo.
Il museo ospita anche opere, degne di nota, del secondo dopoguerra e di arte contemporanea di autori lingua tedesca come Georg Baselitz, Anselm Kiefer, Gerhard Richter e una delle collezioni più complete delle opere di Joseph Beuys. Molte delle opere della collezione Busch-Reisinger possono essere visualizzate attraverso il sito Harvard Art Museums che propone oltre 250.000 opere d'arte.